# Хамза Хакимзаде Ниязи
Хамза Хакимзаде Ниязи (узб. Hamza Hakimzoda Niyoziy / Ҳамза Ҳакимзода Ниёзий; 22 февраля [6 марта] 1889, Коканд, Ферганская область — 18 марта 1929, Шахимардан, Ферганская область) — узбекский советский поэт, драматург, общественный деятель, народный поэт Узбекской ССР (1926). Основоположник узбекской советской литературы.

## Биография
Хамза Хакимзаде Ниязи родился 22 февраля (6 марта) 1889 года в Коканде в семье лекаря. Учился в мактабе, затем в медресе.
Организовав бесплатную школу для бедных, преподавал в ней. Стихи начал писать с 1899 года под влиянием творчества узбекских просветителей Мукими и Фурката. Основное произведение дореволюционного творчества Хамзы, рукописный стихотворный «Диван» (1905—1914) на узбекском и таджикском языках, был опубликован посмертно. В некоторых газелях «Дивана» наряду с традиционными образами неразделённой любви присутствуют мотивы обличения социального неравенства, защиты науки и просвещения. Этими же мотивами проникнуты и первые опубликованные произведения Хамзы: стихотворение «Рамазан» (1914), повесть «Новое счастье» (1915), пьеса «Отравленная жизнь» (1916). В 1916—1919 годах Хамза выпустил семь сборников стихов, отразивших переход поэта с позиций революционно-демократического просветительства на позиции революционной борьбы. Стихи, включенные в сборнике «Душистая роза» (1919), стали первыми образцами пролетарской поэзии на узбекском языке.
После Октябрьской революции 1917 Хамза учительствовал в Коканде и Фергане, организовал передвижную театральную труппу, обслуживавшую части Красной армии на Туркестанском фронте, работал сотрудником Политотдела Туркфронта, а позже — Облполитпросвета. В 1920 году вступил в РКП(б). В 1926 году в городе Ходжейли (Каракалпакия) создал первый в СССР детский дом, названный впоследствии его именем (детский дом № 1 имени Хамзы Хакимзаде Ниязи).
В 1918 году Хамза создал пьесу «Бай и батрак», ставшую первым произведением узбекской советской драматургии (экранизирована в 1953 г.). Популярностью пользовались пьесы Хамзы «Проделки Майсары» (1926) и «Тайны паранджи» (1927), в которых говорится о тяжёлой доле узбекских женщин в дореволюционные годы. Ему принадлежит несколько десятков песен. Собирая в различных районах Узбекистана народные песни, исполнял их на национальных инструментах. Из музыкального наследия Хамзы уцелело не всё. Некоторые его мелодии вошли в сборник «Песни Ферганы, Бухары и Хивы» (1931); часть песен записана от известных узбекских певцов.
Хамза вёл разнообразную общественную работу, боролся за раскрепощение женщин, разоблачал действия националистов и реакционного духовенства. Был убит (забросан камнями) мужчинами кишлака Шахимардан по указанию местного духовенства после того, как организовал 8 марта праздник, в ходе которого 23 женщины кишлака сбросили паранджу.

## Значение
Хамза — основоположник литературы социалистического реализма на узбекском языке. Он обогатил классическую поэтическую метрику (Аруз) за счёт форм народного стиха (Бармак). Хамза оставил заметный след в истории развития социалистической культуры Узбекистана не только как поэт и драматург, но и как театральный деятель, композитор и музыкант.
После обретения Узбекистаном независимости в 1991 году значение деятельности Хамзы как советского пропагандиста было пересмотрено. Из-за поддержки рабочего революционного движения, а позднее и советского политического строя, духовенством и новым правительством был объявлен врагом узбекского народа и ислама. Следствием стало переименование ряда объектов в стране, названных в советское время именем Хамзы. Были переименованы: улица Хамзы в столице (1990, ныне Заркайнар), Узбекский государственный академический драмтеатр в Ташкенте (2001, ныне Узбекский национальный академический драматический театр), город Хамза (2012, ныне Тинчлик), Хамзинский район Ташкента (2014, ныне Яшнабадский), станция ташкентского метро Хамза (2015, ныне Новза) и др.

## Память

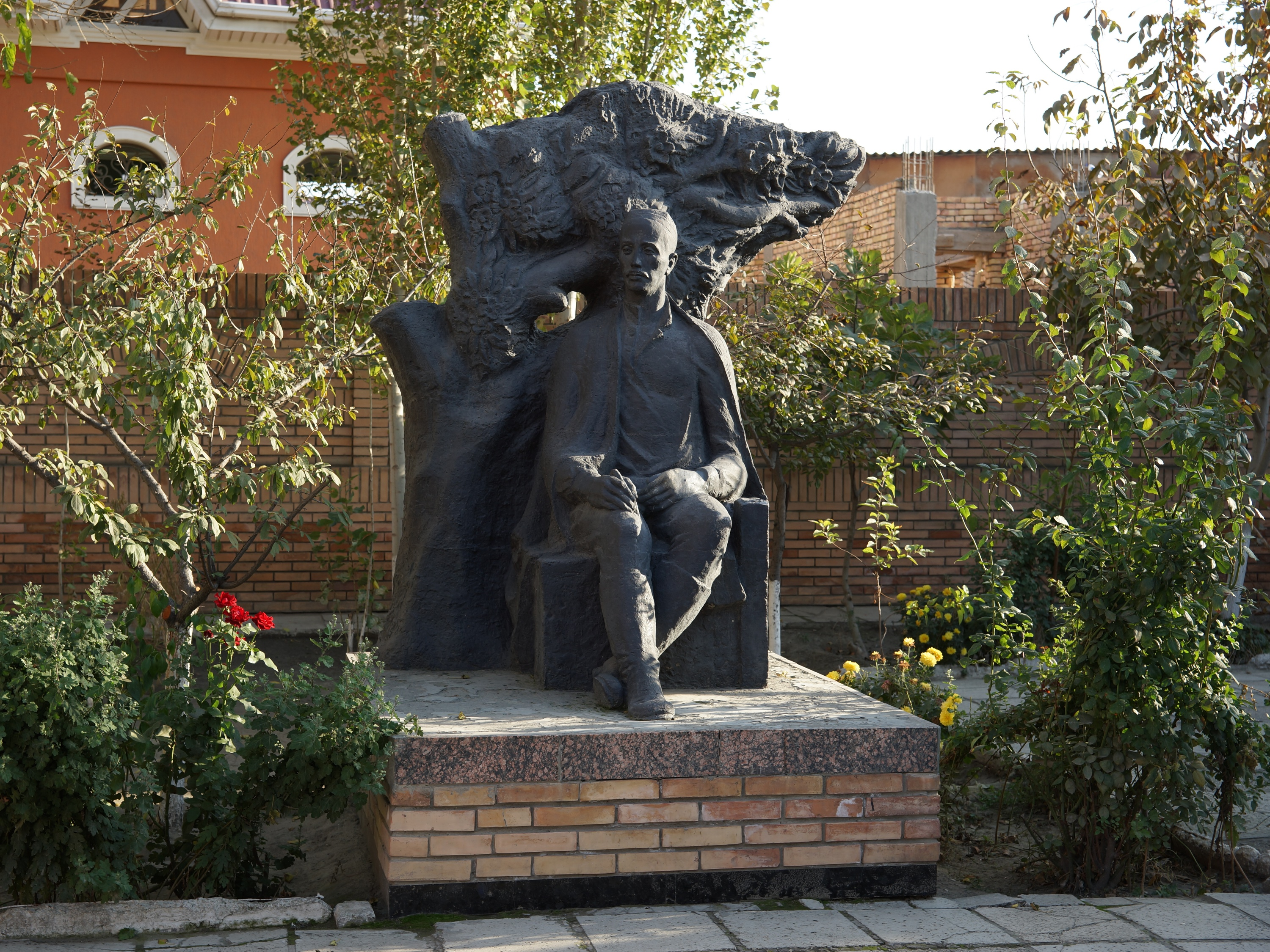
Памятник Хамзе Хакимзаде Ниязи во внутреннем дворе Дома-музея поэта в Коканде

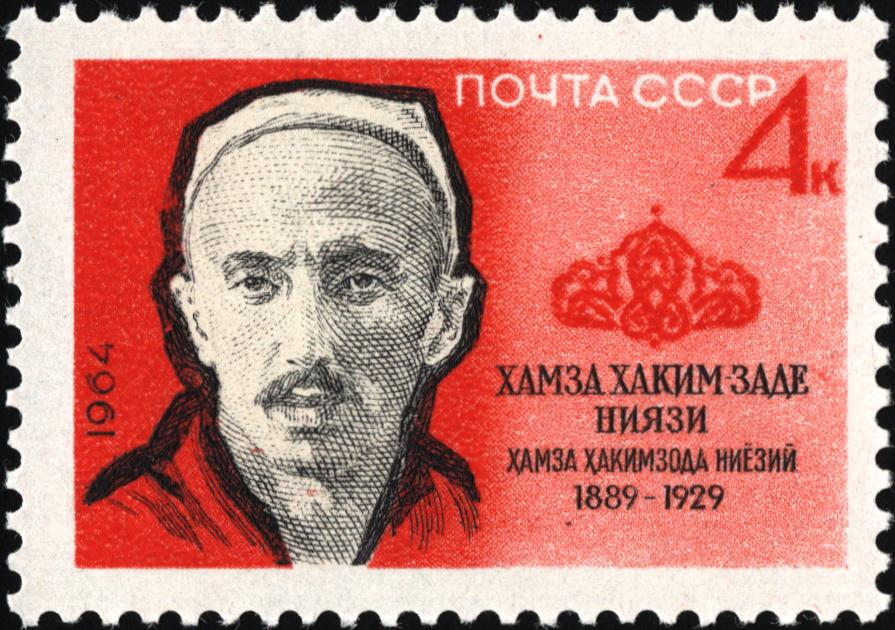
Марка СССР, 1964 год

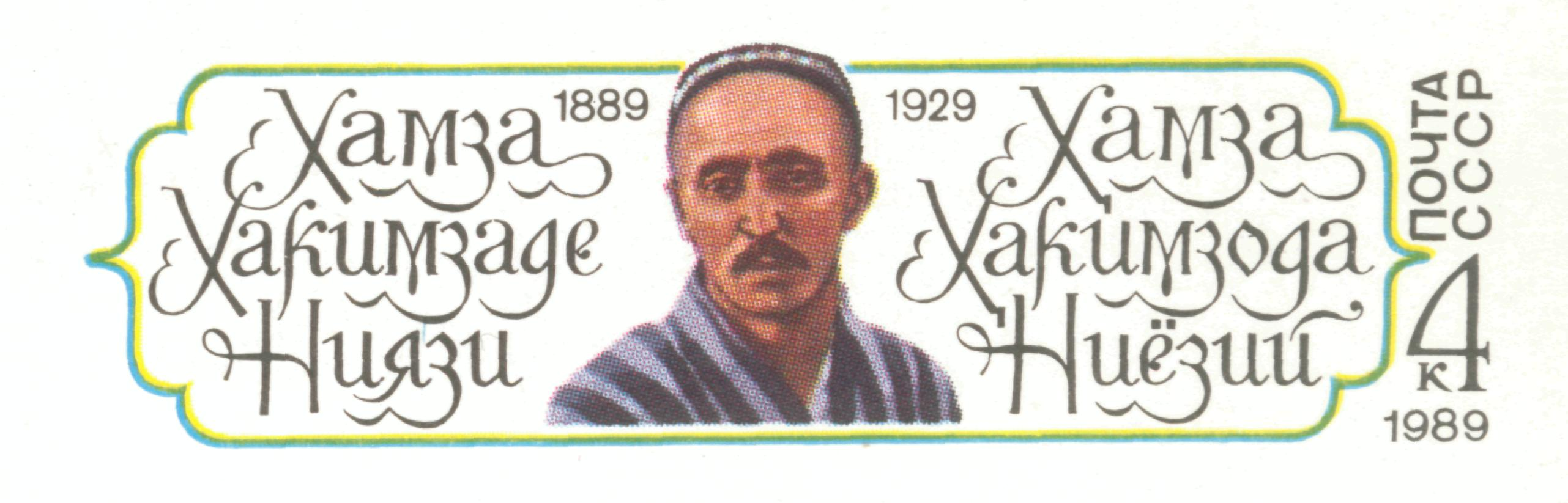
Оригинальная марка СССР, 1989 год

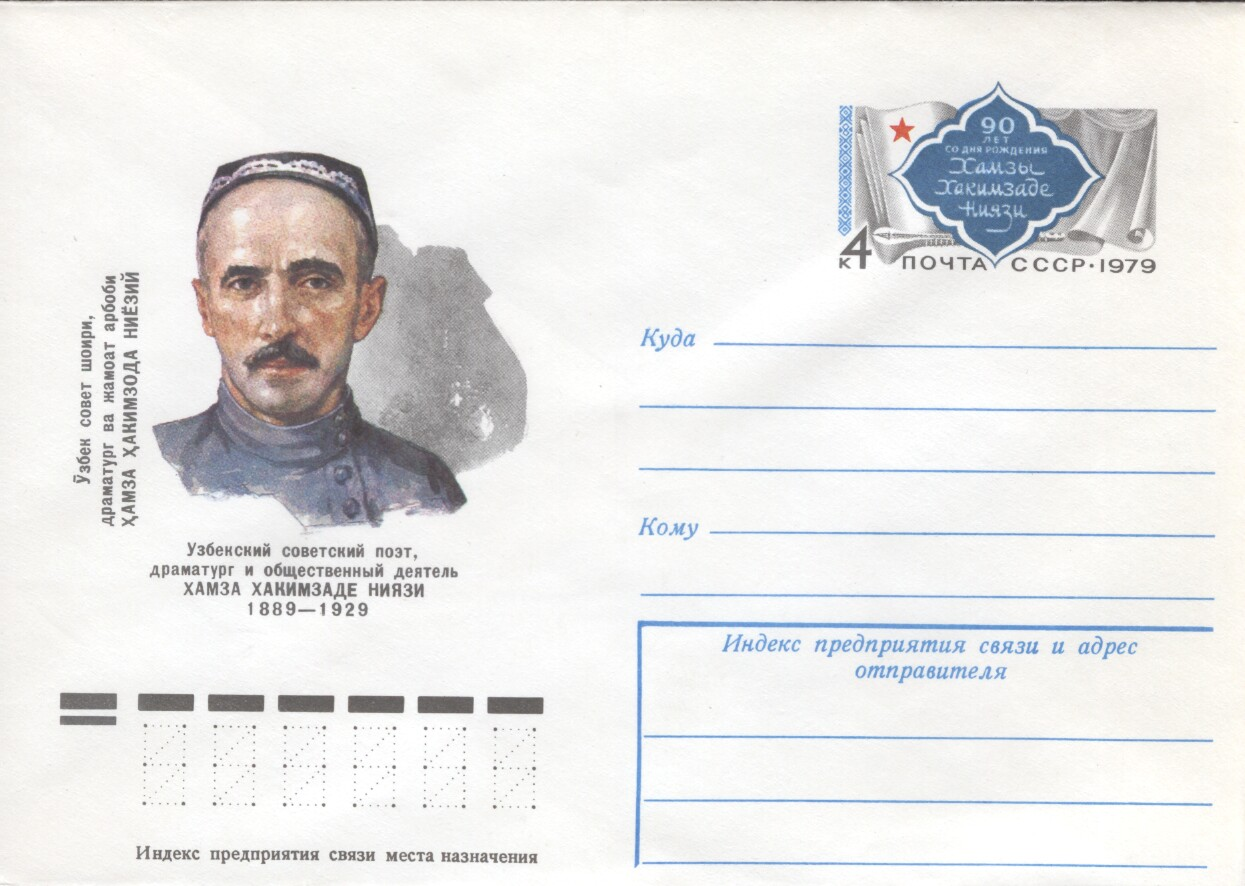
Почтовый конверт СССР, 1979 год

Во времена СССР именем Хамзы были названы улицы, школы, театры и другие места. После распада СССР и обретения Узбекистаном независимости все объекты были переименованы.
В 1931 году имя Хамзы было присвоено Узбекскому государственному академическому театру драмы в Ташкенте (с 1937 года театр получил статус академического; с 21 сентября 2001 года театр переименован в Узбекский национальный академический драматический театр).
Имя Хамзы было также присвоено Кокандскому городскому узбекскому драматическому театру, Наманганскому государственному педагогическому институту.
Название «Хамза» носила станция Чиланзарской линии Ташкентского метрополитена, построенная в 1977 году. 16 июня 2015 года переименована в станцию «Новза».
Именем Хамзы был назван город в Ферганской области (с 2012 года переименован в Тинчлик).
В 1959 году в Коканде в доме, в котором родился и вырос поэт, был открыт дом-музей Хамзы.
В 1961 году режиссёр Загид Сабитов снял о жизни поэта художественный фильм «Хамза» по одноимённой пьесе Камиля Яшена. Главную роль исполнил Алим Ходжаев.
В 1965 году был снят художественный фильм о рождении узбекского театра «Родившийся в грозу», прообразом главного героя фильма  послужил Хамза Ниязи.
В 1977—1984 годах режиссёр Шухрат Аббасов по пьесе Камиля Яшена «Хамза» снял на киностудии «Узбекфильм» 17-серийный художественный телевизионный фильм «Огненные дороги» о жизни поэта. Главную роль исполнил известный узбекский актёр Ульмас Алиходжаев.
В 1968 году в честь поэта был назван новообразованный район города Ташкента — Хамзинский (в 2014 году переименован в Яшнабадский).
В 1979 году был выпущен почтовый конверт СССР, посвящённый Ниязи.
В 1989 году по случаю 100-летия со дня рождения поэта была выпущена почтовая карточка СССР с оригинальной маркой, а также выпущена памятная монета 1 рубль СССР с портретом Хамзы Ниязи.
Именем Хамзы назван перевал Алайского хребта
Лазиз Каюмов написал 25 научных и художественных произведений, посвящённых творчеству и жизни Хамзы
В Шахимардане, где был убит поэт, возведён мавзолей с могилой Хамзы. Во времена СССР рядом с мавзолеем был установлен памятник Хамзе, снесённый в 1990-х годах.